# Казорате Семпионе
Казорате Семпионе (итал. Casorate Sempione) је насеље у Италији у округу Варезе, региону Ломбардија.
Према процени из 2011. у насељу је живело 5696 становника. Насеље се налази на надморској висини од 271 м.

## Становништво
| 1936. | 1951. | 1961. | 1971. | 1981. | 1991. | 2001. | 2011. |
| ----- | ----- | ----- | ----- | ----- | ----- | ----- | ----- |
| 2.409 | 3.060 | 3.843 | 4.391 | 4.308 | 4.510 | 5.070 | 5.726 |